# Louis Lequoy
Louis Lequoy, né le 8 juin 1755 à Corbeilles (Loiret), mort le 2 avril 1835 à Château-Landon (Seine-et-Marne), est un général de division de la Révolution française.

## États de service
Il entre en service le 12 janvier 1771 comme soldat au régiment de Lyonnais, il passe grenadier le 1er mars 1775, sergent le 15 juillet 1779, fourrier le 1er septembre suivant et sergent major le 20 mars 1787. 
Il est congédié le 20 janvier 1791 et le 21, il est désigné adjudant major au 2e bataillon de volontaires de Seine-et-Marne. Il est nommé capitaine le 14 août 1791, et chef de bataillon le 1er octobre suivant. Le 29 septembre il prend le commandement de son bataillon avec le grade de lieutenant-colonel.
Il est promu général de brigade le 14 mai 1793 et général de division le 30 juillet 1793, commandant la 2e division de l’armée de la Moselle. Il est suspendu de ses fonctions « pour incapacité » le 13 novembre suivant, et il est autorisé à prendre sa retraite le 19 juillet 1794.
Il meurt le 2 avril 1835 à Château-Landon.

## Sources
- (en) « Generals Who Served in the French Army during the Period 1789 - 1814: Eberle to Exelmans »
- Étienne Charavay, Correspondance général de Carnot, tome 4, imprimerie Nationale, 1897, p. 81
- (pl) « Napoléon.org.pl »
- Docteur Robinet, Jean-François Eugène et J. Le Chapelain, Dictionnaire historique et biographique de la révolution et de l'empire, 1789-1815, volume 2, Librairie Historique de la révolution et de l’empire, 886 p. (lire en ligne), p. 416.

1. ↑  « https://francearchives.fr/fr/file/ad46ac22be9df6a4d1dae40326de46d8a5cbd19d/FRSHD_PUB_00000355.pdf »